# Edotia triloba
Edotia triloba is een pissebed uit de familie Idoteidae. De wetenschappelijke naam van de soort is voor het eerst geldig gepubliceerd in 1818 door Say.